# Mark Hughes (homme d'affaires)
Pour les articles homonymes, voir Mark Hughes (homonymie).
Mark Reynolds Hughes est un homme d'affaires américain né le 1er janvier 1956 à La Mirada et mort le 21 mai 2000 à Malibu.
Il est le fondateur de l'entreprise de vente multiniveau Herbalife dont il est le président jusqu'à sa mort, survenue le 21 mai 2000 d'une overdose accidentelle d'antidépresseurs associés à de l'alcool.